# Kawad I
Kawad I (ur. 449, zm. 531) – szach Persji z dynastii sasanidzkiej. Panował w latach 488-531.

## Życiorys
Kawad I urodził się w 449 roku, był synem Peroza I, władcy państwa w latach 459-484. Za panowania swojego ojca wziął udział w wyprawie przeciw Heftalitom, podczas której dostał się do niewoli, gdzie przebywał przez dwa lata.
Tron uzyskał dzięki poparciu arystokracji po oślepieniu swego wuja, który był głównym doradcą poprzedniego władcy. Po przejęciu władzy ogłosił się zwolennikiem nauk Mazdaka aby ruch, którym kierował ów filozof, wykorzystać przeciwko władzy możnych rodów. W 496 został obalony przez arystokrację, która przekazała tron jego bratu Zamaspowi. Zbiegł wtedy do Heftalitów (Białych Hunów) i poślubił heftalicką księżniczkę. W 499 obalił brata i ukarał swoich przeciwników.
W 503 rozpoczął wojnę z Cesarstwem Wschodniorzymskim (bizantyjskim). Wojska perskie z pomocą Heftalitów opanowały Armenię i tereny nad górnym Eufratem, zajmując Teodozjopolis (502) i Amidę (503), a także odzyskały Albanię Kaukaską (504), zajętą przez plemiona Sabirów lub Chazarów. W 531 wódz cesarza Justyniana I Wielkiego, Belizariusz pokonał perską armię dowodzoną przez Azaretesa w bitwie nad Kalinikiem.
Wpływy Kawada I rozciągały się także na Iberię kaukaską (stolicą kraju było Tbilisi), gdzie szach próbował narzucić własną religię – zoroastrianizm (zaratusztrianizm) – chrześcijańskiej ludności tego regionu. Akcja nie powiodła się. Po śmierci władcy tron przejął jego syn Chosrow I Anuszirwan.